# Blarney (hrad)
Hrad Blarney (irsky Caisleán na Blarnan) je hrad v irském městě Blarney, nedaleko Corku. Na místě stála pevnost neznámého stáří, patrně z 11. nebo 12. století, ale ta zcela zanikla. Současná podoba hradu pochází z přestavby z roku 1446. Tehdy hrad patřil muskerryjské větvi slavného irského rodu MacCarthyů, stavitelem byl Cormac Laidir MacCarthy. V 18. století hrad zakoupil guvernér Corku James St John Jefferyes a jeho rodina vlastnila hrad v době, kdy roku 1874 vyhořel. Rodina nechala hrad v podobě částečné ruiny a kousek od původního hradu si postavila barokní sídlo zvané Blarney House. V polovině 19. století se rodina Jefferyesů spojila s rodem baronetů Colthurstů, a ten spravuje památku dosud. 
V jednom z cimbuří hradu je zabudován velký kus vápence zvaný Blarneyský kámen, který provází pověst, že kdo ho políbí, získá dar velké výmluvnosti a schopnosti okouzlit lichotkami. Kámen je v současnosti velkou turistickou atrakcí a tisíce lidí ho jezdí líbat. Legenda je v Irsku široce známa, takže se slovo blarney stalo v irské angličtině i irštině synonymem chytrosti, důvtipu, ostrovtipu a inteligentní výřečnosti.